# Colonia (musikgrupp)
Colonia är en musikgrupp från Vinkovci i Kroatien. Gruppen bildades 1996 och skapar musik i genren dance.

## Historia
Colonia skapades av två DJ:s - Boris Durđević och Tomislav Jelić. Eftersom ingen av dem sjunger så de hyrde in Indira "Ira" Vladić Mujkić från Županja. 1998 var Colonia med i HRT Dora och kom på sjätte plats med "U ritmu ljubavi". 1999 släppte de singeln Njeno ime ne zovi u snu.
Colonia blev en av dem bäst sålda musikgrupperna i Kroatien och fick skivkontrakt med Croatia Records. Med Croatia Records släppte Colonia ett nytt album, "Jača nego ikad", i hela forna Jugoslavien. Låten Budi mi zbogom och Deja vu vann andra plats på Kroatiska radiofestivalen. Sexy Body blev en hit på diskoteken och släpptes 2001 av Balloon Records i Österrike.
Colonias fjärde studioalbum Milijun milja od nigdje släpptes 2001. 50 000 exemplar såldes i Kroatien och det blev det mest sålda albumet i landet. Albumet släpptes också i hela forna Jugoslavien. Singeln Za tvoje snene oči vann Kroatiska Radiofestivalen och blev i Kroatien en sommarhit och den mest spelade låten 2001.